# かなっくシティ
かなっくシティは、神奈川県横浜市神奈川区東神奈川一丁目のJR・東神奈川駅東口と、京急・京急東神奈川駅西口の、両駅間にある再開発地区の名称である。

## 概要
東神奈川駅と京急東神奈川駅、再開発ビル3棟をペデストリアンデッキで接続している。これにより、地上に降りずにJR・京急両駅の行き来ができるようになった。そのほかにも区民文化センター（かなっくホール）が新設された。この開発と同時期に反対側の東神奈川駅西口でも、歩道橋の架け替え、エレベーターの新設、駅前広場の整備（バスターミナルとタクシー乗り場の位置変更）等が行われた。
再開発ビルが建っている辺りは以前、古く、老朽化した住宅・店舗が建ち並んでいた。横浜市は土地の高度利用、防災性の向上を図るために土地を取得し、バリアフリー化を行い、駐輪場や駅前広場等の公共施設を整備するため、再開発事業を行った。
かなっくシティという名称は、公募により決定した。この地域は、神奈川県道12号横浜上麻生線の南端部が計画中である。

## 施設
- かなっくシティ東部療育ビル
  - 1階 リワーク神奈川
  - 2階 希望更生センター
  - 3階 横浜光センター
  - 4 - 7階 横浜市東部地域療育センター

- リーデンスフォート横浜
  - 1 - 2階 店舗
  - 3階 かながわ保育園
  - 4 - 7階 UR都市機構賃貸住宅（40戸）
  - 8 - 19階 分譲住宅（104戸）

- ザ・ステーションタワー東神奈川
  - 1階 店舗
  - 2 - 4階 かなっくホール（神奈川区民文化センター）
  - 5 - 19階 分譲住宅（112戸）

- かなっくウォーク（ペデストリアンデッキ）
- 東神奈川駅前交番
- 東神奈川駅前駐輪場

## 周辺施設
- 神奈川区役所
- 神奈川警察署
- 神奈川地区センター
- イオン東神奈川店
- マルエツ東神奈川店
- CIAL PLAT

## 周辺道路
- 国道1号
- 国道15号
- 神奈川県道12号横浜上麻生線
- 首都高横羽線東神奈川出入口